# Berislavići Trogirski
Berislavići Trogirski nazvani po rodnom mjestu hrvatskog bana Petra Berislavića. Njihova rodbinska veza s Berislavićima Grabarskim nije razjašnjena. Od članova te grane Berislavića ističe se hrvatski ban Petar Berislavić.